# Vickers VC10
El Vickers VC10 fue un avión británico diseñado y construido por Vickers-Armstrongs Aircraft Ltd. y que voló por primera vez en 1962. El aparato fue diseñado para ser operado tanto en rutas de larga distancia a alta velocidad subsónica como en rutas entre o a aeropuertos altos y cálidos, como los africanos.
Pese a su falta de éxito comercial, es considerado un avión de diseño bello y elegante. Con 4 motores Rolls-Royce Conway agrupados en pares a ambos lados de la cola del avión, es más ruidoso que los aviones actuales, pero en aquel momento no era así e incluso sus pasajeros lo tenían como ejemplo de aparato silencioso y confortable. Su operador original, British Overseas Airways Corporation (BOAC), lo describió como "triunfalmente rápido, silencioso y tranquilo".
El 30 de septiembre de 2013, a medio siglo de su vuelo inaugural, se retira la última unidad en servicio activo, que servía como avión de abastecimiento y transporte de la Real Fuerza Aérea Británica.
El rendimiento del VC10 fue tal que logró el cruce más rápido del Atlántico por un avión de reacción, un récord que todavía se mantiene hasta la fecha para un avión de pasajeros subsónicos, en 5 horas y 1 minuto, siendo sólo superado por el avión supersónico Concorde.
El VC10 se compara a menudo con el Il-62, un avión soviético más grande, junto con el Jetstar, que fueron los únicos aviones en poseer cuatro motores colocados en parejas en la parte trasera del fuselaje.
A pesar de que sólo se construyó un número relativamente pequeño de VC10, proporcionaron un servicio prolongado a BOAC y otras aerolíneas de los años 60 a 1981. También se utilizaron desde 1965 como transportes estratégicos para la Real Fuerza Aérea, como otros modelos de pasajeros utilizados como aviones de reabastecimiento aéreo.

## Diseño y desarrollo

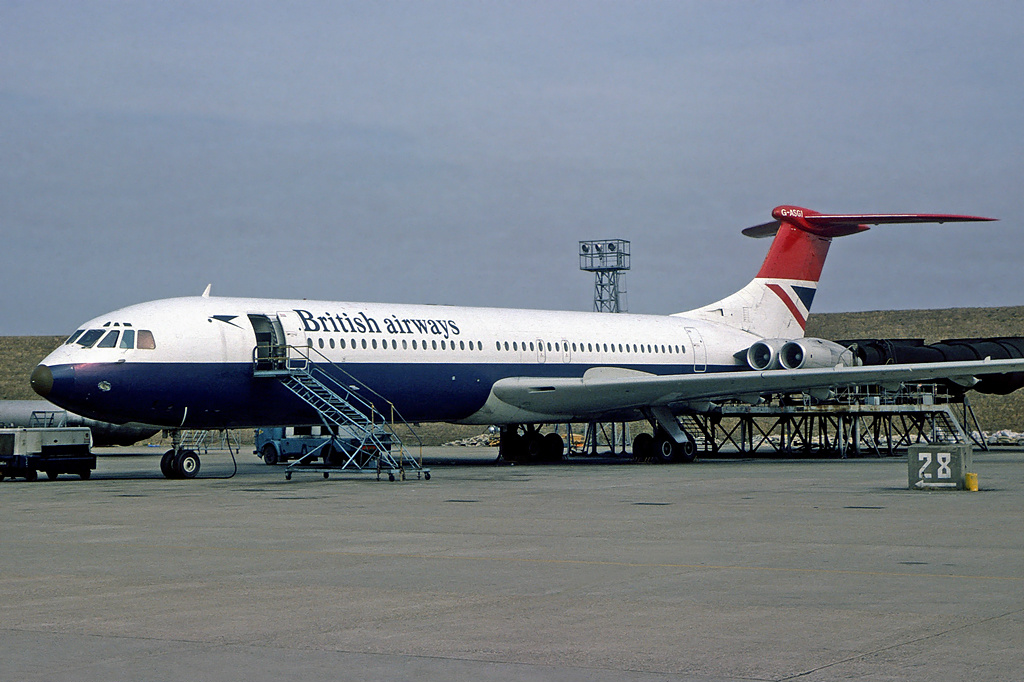
Vickers VC10 (operado por British Airways).

### Panorama político de la aviación
Aunque de propiedad privada, la industria británica de la aviación estaba de facto controlada por su mayor cliente, el Estado, sobre todo en tiempo de paz y durante la Segunda Guerra Mundial, cuando toda la industria fue reconvertida hacia el material bélico, dejando la producción de aviones comerciales a un lado en favor de la de bombarderos. Durante la guerra, en 1943, el Comité Brabazon (comité estatal para el estudio del futuro de la industria aeronáutica británica) indujo en la industria fuertes principios propios de las economías centralizadas, especificando ciertos tipos de aviones que serían necesarios en los años de posguerra. Sin embargo, a causa de la aceptación del liderazgo tecnológico estadounidense en los bombarderos pesados y de la idea que transmitirían todo ese conocimiento a los aviones comerciales de largo alcance, al mismo tiempo que el Comité Brabazon, el Gobierno británico reconoció que deberían ceder el liderazgo del mercado de largo alcance a Estados Unidos. 
A finales de los años 50, el Gobierno decretó que la industria debía consolidarse. Había dos fabricantes de motores en 1959: Rolls-Royce y Bristol-Siddeley. En 1960, se reunieron en la British Aircraft Corporation (BAC) los negocios aeronáuticos de Vickers, Bristol Aeroplane Company y English Electric. Hawker-Siddeley estaba curtida en la construcción de los De Havilland, y Westland Aircraft se consolidó como fabricante de helicópteros. BAC y Hawker-Siddeley (actualmente parte de Avro) se fusionaron junto con Handley Page para crear British Aerospace en 1977.

### Panorama de la BOAC
El Gobierno británico también controlaba la aviación comercial. Además de las pequeñas rutas operadas por aerolíneas privadas bajo licencia, el Gobierno controlaba la compañía de larga distancia BOAC y la de medio y corto recorrido BEA. Estas dos aerolíneas funcionaban como instrumentos del Gobierno primero, y como entidades comerciales después. De ese modo, BOAC daba servicio a varios destinos de las posesiones del Imperio Británico en el Sudeste asiático y África; eran las llamadas "Rutas imperiales de medio alcance" (MRE, siglas en inglés). Muchas de estas rutas llegaban a zonas remotas y poco desarrolladas, que apenas tenían atractivo comercial pero que, en cambio, eran de vital importancia política, social y cultural. 
Igual que había sucedido en el periodo de entreguerras con su predecesora Imperial Airways, BOAC siempre tuvo que operar con aviones de procedencia, construcción y motorización británicas, y que eran sufragados por el Gobierno a través del Ministerio de Suministros (en inglés, Ministry of Supply, encargado de la compra de material militar). Todos estos aviones eran o inseguros, o poco competitivos, o salían al mercado con retraso, incluso algunos reunían todos estos defectos. El Canadair DC-4M era poco rentable, al igual que el Handley Page Hermes. El Comet I sufrió varios accidentes debido a la fatiga del metal y fue retirado, y el Britannia tardó años en entrar en servicio. Aunque nunca fue operado por BOAC, el Tudor también sufrió varios accidentes que forzaron el cierre de la casi privada British South American Airways. Esto tensó las relaciones entre BOAC y los constructores aeronáuticos británicos.

### Panorama de Vickers y Rolls-Royce
A principios de los años 50, Vickers-Armstrongs diseñó el Type 1000 (V.1000): un avión militar mixto (transporte de tropas o carguero) derivado del bombardero de la Serie V Valiant, pero con alcance trasatlántico. En aquel momento, las rutas atlánticas eran operadas por aviones lentos y un reactor ahorraría horas de vuelo. El único reactor comercial que había entrado en servicio era el Comet I, pero su alcance era demasiado corto como para cruzar el Atlántico. 
Al mismo tiempo que la RAF realizó un pedido de 6 aviones mixtos V.1000, Vickers propuso una versión comercial de 120 plazas conocida como VC.7 (era el séptimo diseño civil de Vickers). El Gobierno aceptó sufragar el proyecto y comenzaron los trabajos en un prototipo. Sin embargo, el pedido de la RAF fue cancelado en 1955 debido a recortes en el presupuesto de Defensa, y el proyecto fue paralizado.
Rolls-Royce readaptó repetidas veces sus motores Conway para el V.1000 de modo que pudiesen construirse versiones con mayor peso en vacío, algo que en cierto modo "civilizó" los propulsores para su uso en el VC.7. Sin embargo, el fabricante de los motores no estaba muy convencido del éxito de los diseños de Vickers, desviando su atención hacia la adaptación de los Conway para los Boeing 707 y los Douglas DC-8. En las dos siguientes décadas, Rolls-Royce cortejó a la industria aeronáutica norteamericana y ejerció presiones en busca del cierre de la industria aeronáutica civil británica, cuya competencia, aunque mínima, irritaba a la industria estadounidense. Desde el punto de vista de Rolls-Royce, el Reino Unido había desaprovechado todas sus oportunidades con los Tudor, Hermes, Comet y Britannia; por el bien de las relaciones angloamericanas, el Reino Unido debía concentrarse en la fabricación de motores como única parte viable del sector de la industria aeronáutica civil.

### BOAC hace su entrada en la era del reactor
Aunque BOAC ya había realizado un pedido de aviones Comet 4 modificados, pronto vio que aquel modelo no era más que un paso intermedio (el nuevo Comet sirvió en la compañía durante una década). En 1956, BOAC mostró sus intenciones de futuro al realizar un pedido de quince 707, aviones que, sin embargo, eran tanto demasiado grandes como poco potentes para las rutas MRE. Estas rutas incluían destinos con aeropuertos "altos y calurosos", lugares en que las altas temperaturas y altitudes reducían el rendimiento de los aviones. Por este motivo, los primeros 707 de BOAC no eran adecuados para las rutas MRE, sobre todo para la ruta Karachi-Singapur, y no podía partir a carga máxima de aeropuertos situados a altitudes importantes como Kano (Nigeria) o Nairobi (Kenia).
Varias constructoras presentaron propuestas para equipar a la flota MRE. De Havilland ofreció el DH.118, una versión del Comet 5, mientras que Handley Page propuso el HP.97, basado en el Victor. Tras un estudio detallado de todas las rutas, Vickers presentó su Type 1100 (VC10).

### El concepto VC10

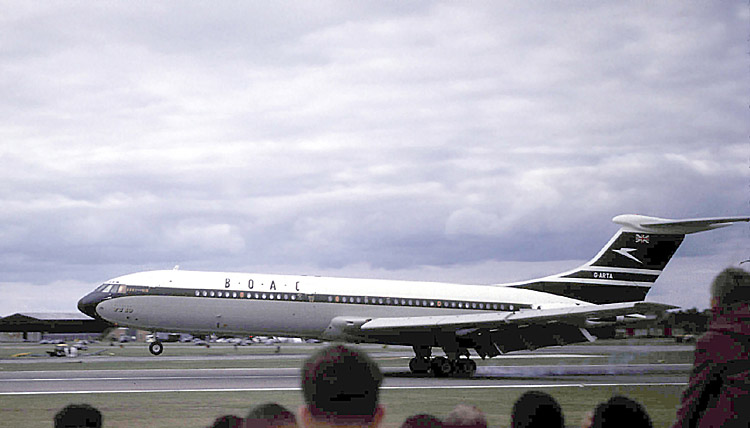
Prototipo Vickers VC10 G-ARTA en su primer vuelo en 1962, con los colores de BOAC.

El VC10 era un diseño completamente nuevo y no guardaba ninguna relación alguna con el VC.7, salvo que ambos montaban los mismos motores Conway. Contaba con grandes alas equipadas en toda su envergadura con hipersustentadores tipo Fowler para un alto rendimiento de despegue y ascenso; sus motores iban montados atrás, de modo que las alas quedaban libres y se reducía el ruido en cabina. Entre los grandes avances tecnológicos se incluían partes estructurales cortadas directamente de bloques sólidos, mucho mejores que las montadas por piezas construidas con finas láminas metálicas. Toda la estructura estaba recubierta para evitar la corrosión. La aviónica prevista era extremadamente avanzada, con un cuádruple sistema de control de pilotaje automático (un "super piloto automático") que buscaba permitir aterrizajes con visibilidad nula. La capacidad alcanzaba los 135 pasajeros en configuración de dos clases. A pesar de los numerosos desajustes en el coste operativo, BOAC fue presionada por el Gobierno para que realizase un pedido por 25 de estos nuevos aviones.
Vickers calculó que necesitaría vender 80 VC10, a un precio de 1,75 millones de libras, para recuperar la inversión. Con sólo 25 ejemplares encargados por BOAC, quedaban 55 por vender. Vickers ofreció a BEA una versión más pequeña (el VC11) para sus rutas más largas, como las de Atenas o Beirut, siendo rechazado en favor del Hawker-Siddeley Trident (retrospectivamente, era muy optimista esperar unas cifras de recuperación tan bajas, especialmente teniendo en cuenta los elevados gastos en investigación y desarrollo del diseño. La lógica convencional en aquel momento dictaba que harían falta no menos de 300 aviones para cubrir los gastos de investigación, desarrollo, pruebas, certificaciones y construcción).

### Incertidumbre e indecisión

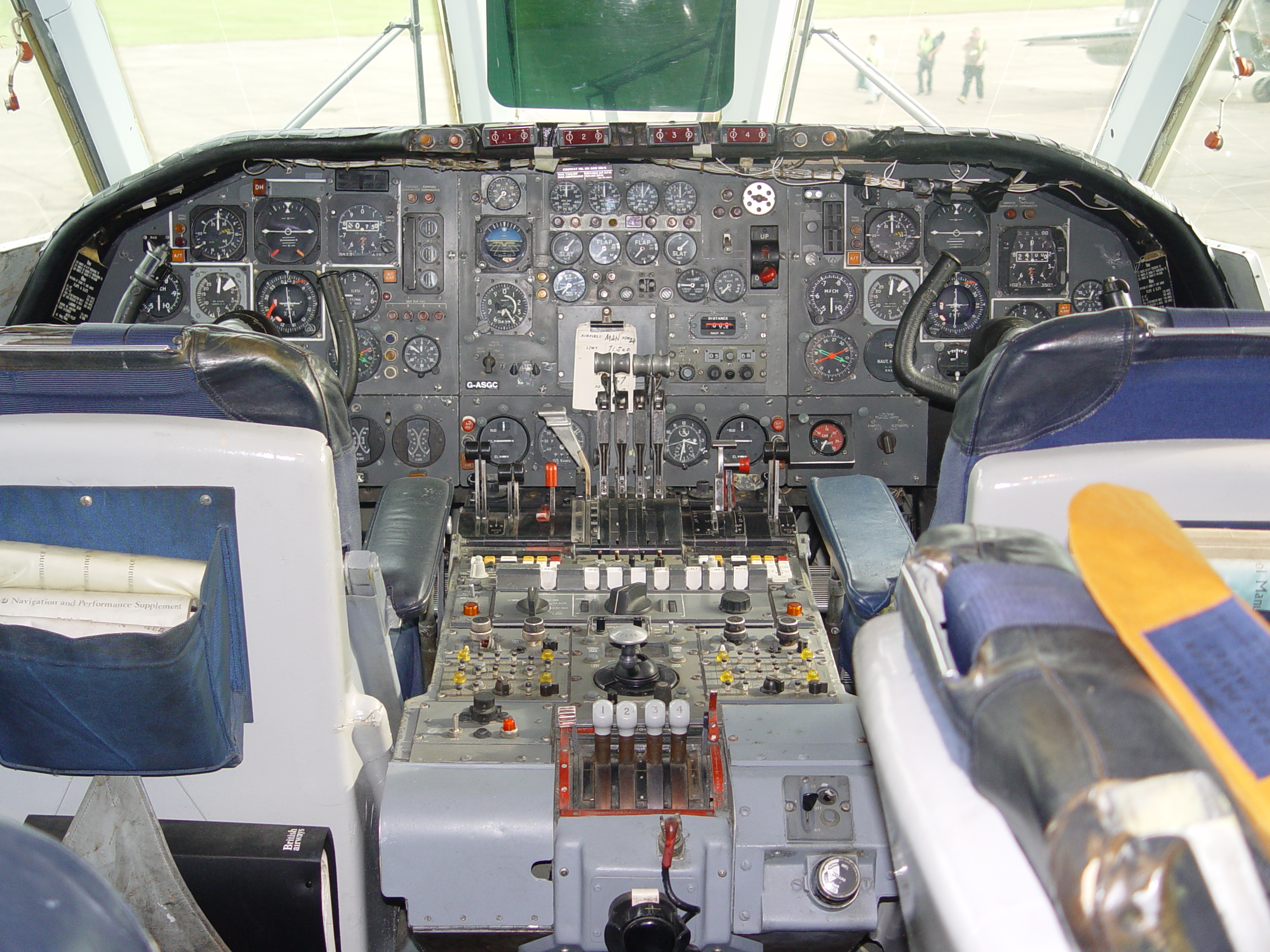
Cabina de mando de un VC10-1151: el VC10 puede que tuviera muchos fallos técnicos, pero ofrecía una excelente ergonomía a sus pilotos.

Vickers modernizó sus planes de producción para intentar recuperar la inversión, incluso con 35 ventas a 1,5 millones de libras, reutilizando piezas del Vanguard. El 14 de enero de 1958, BOAC alcanzó las 35 unidades pedidas con opción de otras 20, todas con interiores más pequeños con capacidad para 109 pasajeros y más plazas de primera clase. Al haber alcanzado con los pedidos de un solo cliente las esperadas cifras de recuperación, se abandonó el uso de piezas del Vanguard y se retomó la producción completamente nueva.
BOAC había calculado para el 707 unos costes operativos de 4,10 libras por pasajero y milla, mientras que los del VC10 ascendían a 4,24 libras. La gran diferencia hizo que aumentara la preocupación en BOAC y llevó a cancelar los pedidos del VC10 en favor del 707. El VC10 fue rescatado por el Gobierno. Para ofrecer un producto más económico, Vickers comenzó los trabajos de desarrollo de la versión Super 200 del VC10. Sus principales diferencias eran unos motores Conway más potentes y un fuselaje 8,1 metros más largo, que elevaba la capacidad hasta los 212 pasajeros, 23 más que el 707-320B/C.
En enero de 1960, Vickers estaba pasando por dificultades económicas y estaba preocupada por si no podía afrontar sin pérdidas la entrega de las 35 unidades del VC10 original. Ofreció la posibilidad de vender 10 Super 200 a BOAC a 2,7 millones de libras cada uno, algo que sólo serviría para ver que BOAC no estaba convencida de que tuviera un claro destino para los 35 VC10 ya pedidos. El Gobierno intervino de nuevo en favor de Vickers, realizando un pedido de varios Super 200 el 23 de junio de 1960. Las dudas de BOAC continuaron, esta vez centradas en la capacidad de la aerolínea para llenar 200 asientos por avión. El Super 200 fue entonces reducido unos 4 metros para dar lugar al Super VC10, de modo que el diseño original se convirtió en el Standard VC10 (Type 1100).
Tal y como se permitía en los contratos con Vickers, en mayo de 1961 BOAC modificó su pedido a 15 Standard y 35 Super VC10, con 8 de los Super con una nueva configuración combinada con una gran escotilla de carga y un suelo más robusto. El pedido fue nuevamente revisado en diciembre, dejando las unidades del modelo Standard en 12. Las entregas comenzarían en 1964, momento en que el crecimiento de la aerolínea se encontraba en recesión y BOAC pretendió reducir a 7 las unidades del modelo Super. En mayo, el Gobierno intervino realizando un pedido de aviones VC10 de transporte militar, asumiendo la sobreproducción. 
La prolongada maniobra política sobre el VC10 fue muy publicitada e hizo mucho en pos de la pérdida de confianza del mercado en el modelo. Su historia hasta ese momento había sido como un balancín, con el Gobierno promoviéndolo por un lado y una aerolínea nacional con poco futuro intentando librarse de ellos por otro. Esto culminó en un furioso escándalo político, cuando el presidente de BOAC, Gerald d'Erlanger, y el director general, Sir Basil Smallpeice, dimitieron por el debate iniciado acerca de si la aerolínea nacional era una empresa al uso o un escaparate de los diseños aeronáuticos nacionales. Ambos directivos tenían numerosos apoyos dentro de la compañía, cuya plantilla pensaba que el VC10 les había sido "endilgado" para potenciar las cifras de empleo, y que ya nadie confiaba en la industria aeronáutica británica. El nuevo presidente de BOAC, Sir Giles Guthrie, también era anti-VC10: había propuesto que el programa de Vickers debía ser guardado en una estantería en favor de más pedidos del 707.

### Desarrollo y producción
El prototipo del modelo Standard, de matrícula G-ARTA, salió de la factoría de Weybridge el 15 de abril de 1962. Tras dos meses de pruebas en tierra, en vuelo y de rodadura, el 29 de junio voló a Wisley para seguir con las pruebas. A finales de año, dos unidades más volaron a Wisley. Apareció un serio problema con las fuerzas de resistencia, para solucionarlo fueron añadidos y probados alerones tipo Küchemann y góndolas "cola de castor" para los motores. Junto con la revisión del segmento de la base del timón (su forma de guadaña fue sustituida por un diseño angular con una lámina extrema para un mayor control), esto alargó el período de pruebas. El programa de certificación incluía visitas a Nairobi, Jartum, Roma, Kano, Adén, Harare y Beirut. Un VC10 voló cruzando el Atlántico hasta Montreal el 8 de febrero de 1964.
En este punto, siete de los 12 Standard originales estaban terminados, y la línea de producción se estaba preparando para los Super VC10. El certificado de vuelo fue concedido el 22 de abril de 1964. A finales de ese año, todos los Standard habían sido entregados, mientras Vickers (entonces ya parte de BAC) retuvo el prototipo. 
Los Super VC10 llegaron un mes después, con su primer vuelo el 7 de mayo de 1964. Aunque se notaba que el Super era una simple versión del Standard con un depósito de combustible extra en las alas, las pruebas se prolongaron por la necesidad de desplazar cada par de motores unos 30 cm hacia afuera. Este importante rediseño fue necesario para resolver los problemas de fatiga de materiales del plano de cola debidos a las operaciones de reversión de empuje. Los dos motores interiores podían llevar instalados reversores de empuje, al igual que ocurría en el 707 (los VC10 militares también disponían de esta función). El certificado correspondiente fue concedido en marzo de 1965.
Posteriormente, los desarrollos de diseño del VC10 incluyeron las pruebas de la nueva escotilla de carga y los nuevos bordes de ataque de las alas, que permitía una mayor altitud de crucero con menor coste operativo (esto imitaba la aerodinámica de 1961 del avión de aspecto similar pero significativamente diferente Il-62). Fueron propuestos posteriores desarrollos, incluyendo versiones de carga. Los esfuerzos fueron enfocados hacia la posibilidad de recibir un pedido de BOAC por un avión de 250 plazas, el "VC10 Superb". Esto era un movimiento para intentar librar al VC10 de su papel inicial de avión MRE y hacerlo entrar en el segmento de los Douglas DC-8. A diferencia del aparato de Douglas, el VC10 hubiese necesitado una nueva cubierta de dos pisos. El diseño no atrajo pedido alguno.

## Historia operacional

### Ventas y servicios a las aerolíneas
BOAC recibió su primer VC10 el día que al avión le fue concedido el certificado de vuelo. El primer vuelo comercial, con destino en Lagos, tuvo lugar el 29 de abril. Los servicios del Super VC10 comenzaron el 1 de abril de 1965. La experiencia en operaciones pronto resultó en la retirada de los reversores de empuje debido al continuado flameo del plano de cola, a pesar del reposicionamiento de los motores.
Ghana Airways realizó un pedido de 3 VC10 en enero de 1961. Dos fueron adaptados con una escotilla de carga, el primero fue entregado en noviembre de 1964, el segundo en mayo de 1965 y el tercero fue cancelado. British United Airways (BUA) realizó un encargo de dos ejemplares combinados (Type 1103) en 1964, recibiéndolos en octubre de ese año. Cuando BOAC dejó de operar con los VC10 en sus vuelos a Sudamérica, BUA los recompró y se hizo con el tercer avión rechazado por Ghana Airways en julio de 1965, además de un cuarto pedido de la compañía africana también rechazado en 1969. Ghana Airways alquiló uno de sus VC10 a Tayran Assharq Alawsat (Middle East Airlines, MEA), aparato que fue destruido en Beirut durante una incursión israelí en diciembre de 1968. MEA también operó en alquiler el prototipo que Vickers había mantenido hasta 1965. Nigeria Airways planeó comprar dos VC10, pero tuvo que cancelar sus pedidos debido a problemas financieros; finalmente alquilaron aviones a BOAC. 
El último VC10 construido fue un Super de East African Airways, entregado en febrero de 1970. La línea de producción fue cerrada con un total de 54 fuselajes ensamblados. La demanda de las aerolíneas del 707 y del Douglas DC-8 con sus mejores costes operativos, animó a la mayoría de los aeropuertos pequeños en el mundo a alargar sus pistas, anulando así la principal ventaja del VC10. 
La compañía sucesora de BOAC, British Airways, comenzó a retirar sus Super de los vuelos trasatlánticos en 1974, usándolos a su vez para reemplazar a los Standard. Como los Standard fueron retirados del servicio, British Airways alquiló algunos a Tayran Alhalij (Gulf Air). Muchos fueron abandonados en Heathrow tras un intento fallido de lanzar una aerolínea en Belice. La retirada de los Super VC10 comenzó en abril de 1980, pero se siguió usando en las rutas menos concurridas hasta 1981. Tras no conseguir venderlos, British Airways los transfirió a la RAF en mayo de ese año. Esto cerró la historia comercial del modelo, aunque dos aparatos continuaron realizando servicios vip durante algún tiempo.
El VC10 sirvió a su mercado objetivo durante 15 años. A causa de que fue totalmente amortizado en los años 70, podía haber continuado en servicio mucho más tiempo a pesar de su alto consumo de combustible. Sin embargo, sus altos niveles de ruido en el despegue y la aproximación sellaron su caída. En los 70 se pensó en adaptar los motores Conway para silenciarlos, pero enseguida fue rechazada la propuesta por sus elevados costes.

### Servicios a la RAF

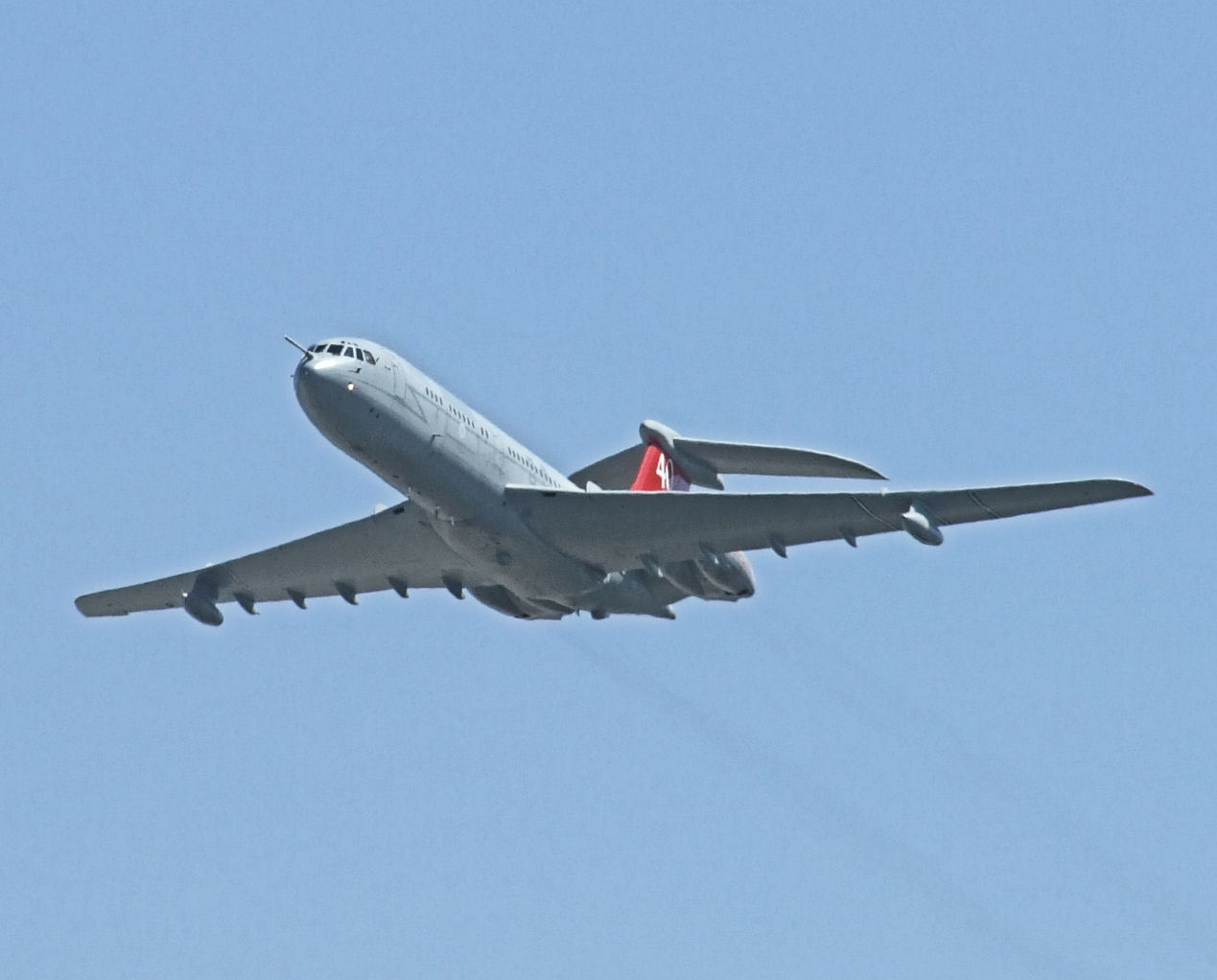
VC10 de la RAF.

En 1960, la RAF publicó la Especificación 239 con las características de un transporte estratégico, adjudicado por el Ministerio del Aire a Vickers en 1961 mediante la compra de 5 VC10. La versión militar era una combinación del fuselaje del Standard combinado con las alas y motores del Super VC10. También contaba en el morro con una sonda de reabastecimiento en vuelo y una unidad auxiliar de energía (APU) en el cono de cola. El pedido se incrementó en 6 unidades adicionales en 1963, a añadir a las tres que BOAC había rechazado en 1964. El primer aparato de la RAF (conocido como VC10 C Mk.1, y frecuentemente abreviado como VC10 C.1) fue entregado para realizar pruebas el 26 de noviembre de 1965 al 10.º Escuadrón, que recibiría los aviones entre diciembre de 1966 y agosto de 1968.
En 1978, la RAF contrató a British Aerospace para convertir cinco Standard VC10 de Gulf Air y cuatro Super VC10 de East African Airways como aviones de reabastecimiento en vuelo. Fueron conocidos respectivamente como VC10 K.2 y VC10 K.3. A principios de los años 90, cinco Super VC10 de British Airways fueron convertidos en los aviones nodriza VC10 K.4. Al mismo tiempo, 13 de los 14 C.1 fueron equipados con mangueras de reabastecimiento y redenominados como VC10 C.1K de doble función nodriza/transporte (el decimocuarto avión fue alquilado a Rolls-Royce para pruebas de vuelo del motor RB211 en 1969 y posteriormente desguazado).
 Los aviones nodriza VC10 K.3 y VC10 K.4 eran capaces de elevar respectivamente 78 y 68 toneladas de combustible transferible por aire. 
Los VC10 C.1K, K.3 y K.4 sirvieron como mixtos nodriza/transporte en el 101.er Escuadrón con base en Brize Norton, Oxfordshire y en el Destacamento 132 en la base Mount Pleasant en las Islas Malvinas, convirtiendo a la RAF en el operador final del VC10.

## Variantes

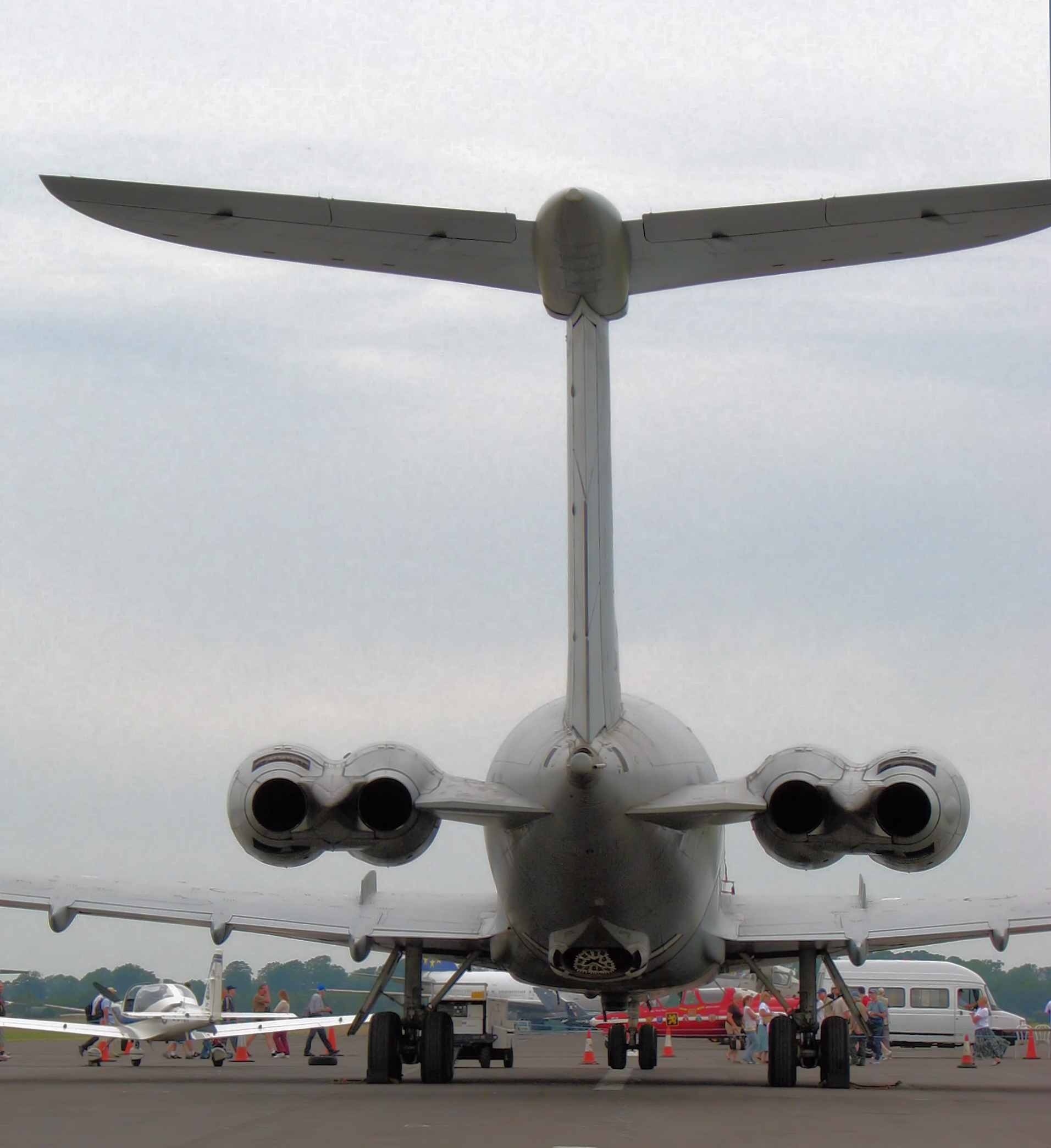
Un avión cisterna Vickers VC10 de la RAF visto desde atrás.

### Comerciales
Vickers VC10 (Type 1100)
Prototipo; 1 construido (convertido al Type 1109).
BAC VC10 Type 1101
Aviones Standard de BOAC; 35 unidades pedidas en total; 12 construidas.
BAC Standard VC10 Type 1102
Standard combinados de Ghana Airways; 3 construidos (1 redesignado como Type 1103).
BAC Standard VC10 Type 1103
Standard combinados de BUA; 2 construidos (1 redesignado como Type 1102).
BAC Standard VC10 Type 1104
Standard de Nigeria Airways; dos pedidos, ninguno construido.
BAC Standard VC10 Type 1106
Versión de transporte militar para la RAF (VC10 C Mk.1); 14 construidos.
BAC Standard VC10 Type 1109
Convertidos a partir de los Type 1100 para alquilar a Laker Airways.
BAC VC10A Type 1110
VC10A genérico, no construido.
BAC VC10A Type 1111
VC10A para BOAC, no construido.
BAC Super VC10 Type 1150
Super VC10 genérico.
BAC Super VC10 Type 1151
Super VC10 de BOAC, 22 unidades pedidas; 17 construidas.
BAC Super VC10 Type 1152
Super VC10 combinados de BOAC; 13 pedidos, ninguno construido.
BAC Super VC10 Type 1154
Super VC10 combinados de East African Airways; 5 construidos.
BAC Super VC10 Type 1180
Proyectado Super VC10 de doble cubierta para 239 pasajeros, no construido.
BAC Super VC10 Type 1181
Proyectado Super VC10 de doble cubierta para 239 pasajeros, no construido.
BAC VC11 Type 1400
Versión reducida del VC10 propulsada por cuatro motores Rolls-Royce Spey y con capacidad para 80 a 138 pasajeros, seis por fila; cancelada en favor del One-Eleven.

### Militares
VC10 C.1
Denominación de la RAF para el VC10 Type 1106; 14 construidos, 13 convertidos a VC10 C.1K.
VC10 C.1K
Denominación de la RAF para el mixto nodriza/transporte VC10 Type 1180 convertido a partir de los VC10 C.1.
VC10 K.2
Denominación de la RAF para 5 aviones de reabastecimiento en vuelo VC10 Type 1112 convertidos a partir de los Type 1101.
VC-10 K.3
Denominación de la RAF para 4 aviones de reabastecimiento en vuelo VC10 Type 1164 convertidos a partir de los Type 1154.
VC10 K.3A
Denominación de la RAF para 4 propuestos aviones de reabastecimiento en vuelo VC10 Type 1166, no construida.
VC10 K.4
Denominación de la RAF para 5 aviones de reabastecimiento en vuelo VC10 Type 1170 convertidos a partir de los Type 1151.

## Operadores

### Civiles
- Air Ceylon
- Air Malawi
- BOAC
- British Airways
- British Caledonian
- British United Airways
- East African Airways
- Ghana Airways
- Gulf Air (5)[31]
- Laker Airways
- Middle East Airlines
- Nigeria Airways

### Gubernamentales
- Omán
- Catar
- Emiratos Árabes Unidos

### Ejemplares de ensayos
- Rolls-Royce (avión para pruebas)

### Militares
- Real Fuerza Aérea
- Royal Aircraft Establishment

## Supervivientes
- Type 1101 (G-ARVF) con librea del Gobierno de los Emiratos Árabes Unidos en Hermeskeil, Alemania.[32]
- Type 1103 (A4O-AB) con librea del Gobierno de Omán en el Museo Brooklands de Surrey, Inglaterra.[33]
- Type 1151 (G-ASGC) con librea de BOAC-Cunard en el Museo Imperial de Guerra en Duxford, Cambridgeshire, Inglaterra.[34]

## Especificaciones (Type 1101)
Referencia datos: Macdonald Aircraft Handbook, Flight International

### Características generales
- Tripulación: 4 + 3 asistentes
- Capacidad: 151 pasajeros
- Longitud: 48,4 m (158,7 ft)
- Envergadura: 44,6 m (146,2 ft)
- Altura: 12 m (39,5 ft)
- Superficie alar: 264,9 m² (2851,4 ft²)
- Peso vacío: 63 278 kg (139 464,7 lb)
- Peso máximo al despegue: 141 521 kg (311 912,3 lb)
- Planta motriz: 4× turbofán Rolls-Royce Conway RCo.
  - Empuje normal: 93 kN (9483 kgf; 20 907 lbf) de empuje cada uno.
- Capacidad de combustible: 81490 L[37]

### Rendimiento
- Velocidad máxima operativa (Vno): 930 km/h (578 MPH; 502 kt)
- Velocidad crucero (Vc): 890 km/h (553 MPH; 481 kt) a 12 000 m (38 000 pies) (crucero económico)[37]
- Alcance: 9410 km (5081 nmi; 5847 mi)
- Techo de vuelo: 13 000 m (42 651 ft)
- Régimen de ascenso: 9,8 m/s (1929 ft/min) [37]
- Empuje/peso: 0,27
- Carrera de despegue para 11 m (35 pies): 2520 m[37]
- Distancia de aterrizaje desde 15 m (50 pies): 1940 m[37]

## Aeronaves relacionadas

### Aeronaves similares
- Boeing 707
- Douglas DC-8
- Ilyushin Il-62

### Secuencias de designación
- Secuencia Numérica (interna de Vickers): ← 901 - 950-953 - 1000-1004 - 1100-1106 - 1109-1112 - 1125 - 1150-1154 - 1164 - 1170 - 1180 - 1181 - 1400
- Secuencia VC._ (interna de Vickers): ← VC.7/V-1000 - VC.8 - VC.9 - VC.10 - VC.11 - VC.12